# 拜特伦·加博尔

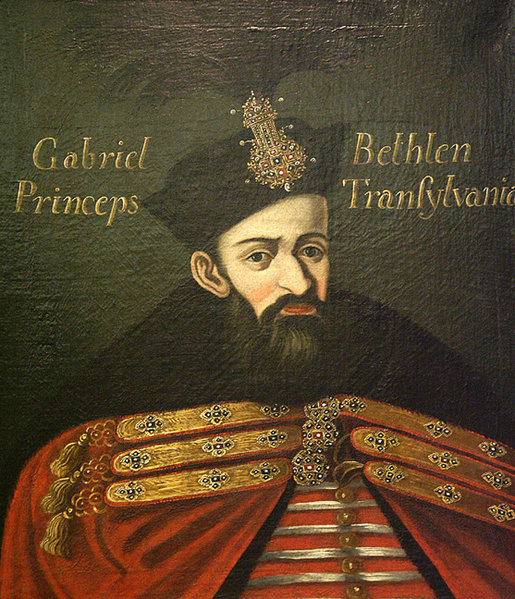
拜特伦·加博尔

拜特伦·加博尔（匈牙利語：Bethlen Gábor；1580年11月15日－1629年11月15日），外西凡尼亞親王（1613年-1629年）、奥波莱公爵（1622-1625年）。他还在1620-1621年间被选为匈牙利对立国王，但从未实际控制整个匈牙利王国，也未得到广泛承认。拜特伦·加博尔被视为17世纪匈牙利历史上的重要人物，他的治理让特兰西瓦尼亚的经济和文化得到复苏，造就了“特兰西瓦尼亚黄金时代”，并积极反制哈布斯堡家族的天主教霸权及其对特兰西瓦尼亚的野心。
拜特伦生于特兰西瓦尼亚的一个贵族家庭，其父母早逝，由舅父监护长大。早年，拜特伦曾支持伯茨凱·伊什特萬反抗哈布斯堡王朝的起义。1613年，前任親王巴托里·加博爾遇刺后，拜特伦被選為外西凡尼亞親王；隔年外西凡尼亞議會將拉科齊·捷爾吉一世選為拜特伦的繼承人。
拜特伦在位期间发展了矿业和工业，并将特兰西瓦尼亚对外贸易的许多分支机构收归国有。他积极支持艺术、文化、教育在特兰西瓦尼亚的发展；此外，作为加尔文宗新教徒，他还扩大了新教教会和教士的权利。在国际方面，拜特伦在维持了与奥斯曼帝国的松散藩属关系之外，于三十年战争初期先后三次向奥地利开战、两次自立为匈牙利国王，并短暂控制了西里西亚部分地区和上匈牙利（今斯洛伐克），但由于战事不利，最终放弃国王头衔，换取哈布斯堡家族承认匈牙利新教徒的自由权利。
拜特伦·加博尔自近代起被视为匈牙利历史上的民族英雄之一。布达佩斯英雄广场立有拜特伦的纪念塑像；现今通行的匈牙利2000福林纸币正背面分别绘有拜特伦的头像以及拜特伦与科学家幕僚商谈的场面。